# Kristine Breistøl
Kristine Breistøl (* 23. August 1993 in Oslo, Norwegen) ist eine norwegische Handballspielerin, die beim ungarischen Erstligisten Győri ETO KC unter Vertrag steht.

## Karriere
Breistøl spielte anfangs bei Bækkelagets SK. Nachdem die Rückraumspielerin in der Saison 2011/12 insgesamt 163 Tore in der zweithöchsten norwegischen Spielklasse warf, wechselte sie zum norwegischen Erstligisten Larvik HK. Mit Larvik gewann sie 2013, 2014, 2015, 2016 und 2017 die norwegische Meisterschaft. Weiterhin stand sie in der Saison 2012/13 im Finale der EHF Champions League. Im Sommer 2018 schloss sie sich dem dänischen Erstligisten Team Esbjerg an. Mit Esbjerg gewann sie 2019, 2020, 2023 und 2024 die dänische Meisterschaft sowie 2021 und 2022 den dänischen Pokal. Seit der Saison 2024/25 steht sie beim ungarischen Erstligisten Győri ETO KC unter Vertrag. Mit Győri ETO KC gewann sie 2025 die ungarische Meisterschaft und die EHF Champions League.
Breistøl bestritt 37 Länderspiele für die norwegische Juniorinnennationalmannschaft. Mit dieser Auswahl nahm sie 2011 an der U-19-Europameisterschaft sowie ein Jahr später an der U-20-Weltmeisterschaft teil. Am 6. Oktober 2016 gab sie ihr Debüt für die norwegische Nationalmannschaft. Mit Norwegen nahm sie an der Weltmeisterschaft 2019 teil. Breistøl rückte während des Turniers für Helene Fauske in den WM-Kader. Ein Jahr später gewann sie die Goldmedaille bei der Europameisterschaft 2020. Im Turnierverlauf erzielte sie drei Treffer. Mit der norwegischen Auswahl gewann sie die Bronzemedaille bei den Olympischen Spielen in Tokio. Breistøl erzielte im Turnierverlauf insgesamt elf Treffer. 2021 gewann sie mit Norwegen die Weltmeisterschaft. 2022 verteidigte sie mit Norwegen den Titel bei der Europameisterschaft. Breistøl steuerte 18 Treffer zum Erfolg bei. Im folgenden Jahr errang sie die Silbermedaille bei der Weltmeisterschaft, bei der sie acht Tore warf. Bei den Olympischen Spielen in Paris gewann sie die Goldmedaille. Im selben Jahr gewann sie einen weiteren Titel bei der Europameisterschaft.

## Sonstiges
Ihre Cousine Sara Breistøl spielte ebenfalls Handball.